# オレアナン
オレアナン (Oleanane) は、天然に存在するトリテルペンである。様々な顕花植物に含まれる幅広い化合物の骨格を形成し、これらはオレアナントリテルペンと総称される。
いくつかのオレアナントリテルペンは害虫を抑制する作用を持つ。オレアナンは顕花植物を他の植物から区別する指標と考えられ、その進化の研究に用いられているが、化石記録は未だ少ない。
これらの化合物は、既知の最も古い顕花植物化石の2倍も古いギガントプテリス類でも見られる。このグループは顕花植物に近縁だと考えられ、顕花植物から2億5000万年以上前に分岐したものである。
オレアナンは現生のシダ類でも見られるが、被子植物で見られる生化学経路とは異なる合成経路によって生成されると考えられている（収斂進化）。